# 존 홉필드

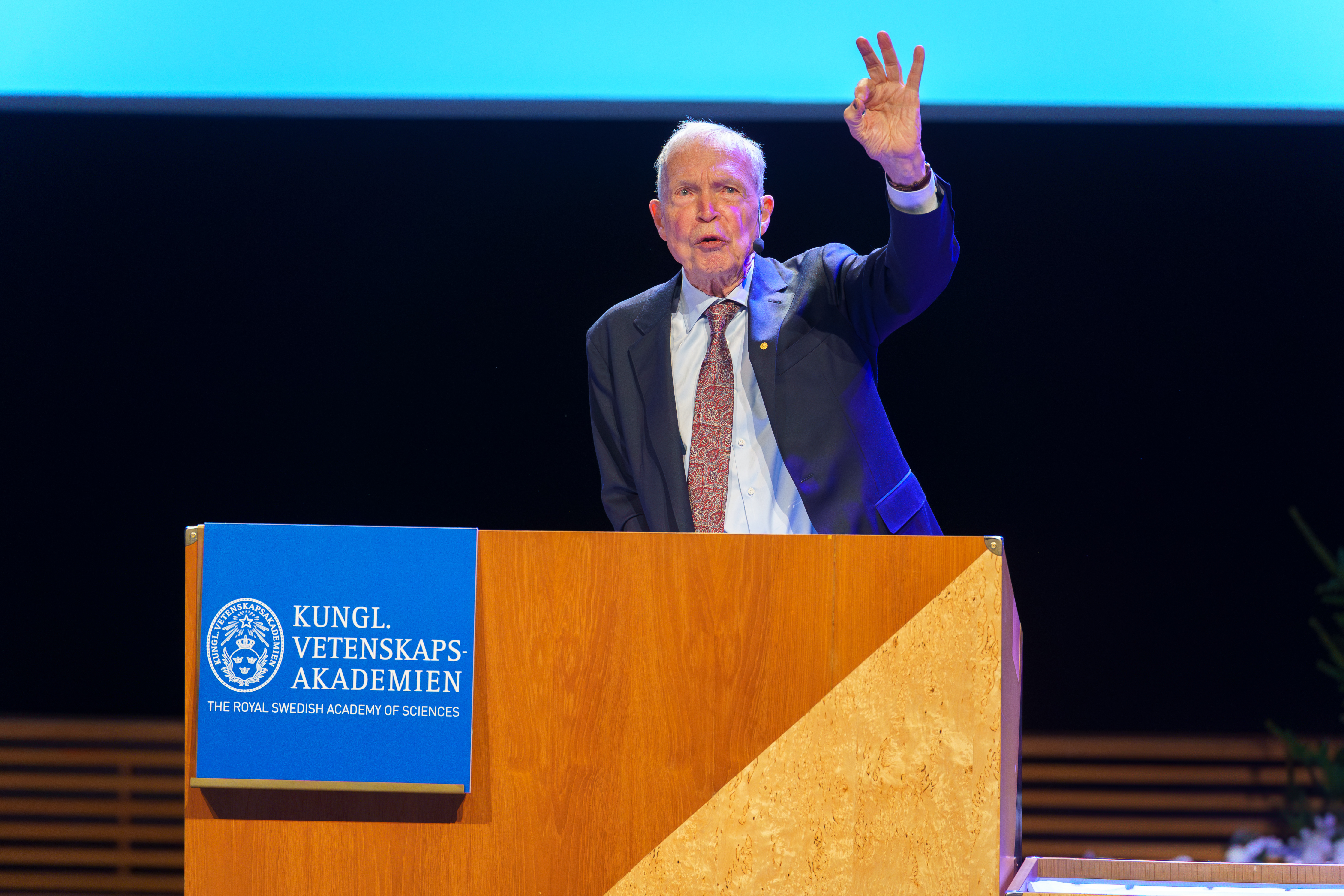
2024 노벨 주의 호프필드

존 조셉 홉필드(John Joseph Hopfield, 1933년 7월 15일~)는 미국의 과학자이자 프린스턴 대학교 명예 교수로 1982년 신경망에 대한 연구로 잘 알려져 있다.
1933년 물리학자인 부모님 사이에서 태어났고, 스와스모어 칼리지(1954)에서 BA 학위를 받은 후 코넬 대학교(1958년 박사 학위)에서 이론 응집 물질 물리학을 공부했다.
케임브리지 대학의 캐번디시 연구소에서 구겐하임 펠로우십을 마치고 미국으로 돌아온 홉필드는 자신의 연구 분야를 완전히 바꾸어 물리학과 생물학의 교차점으로 옮겼다. 양적 생물학 실험에서 이루어진 발전으로 수학 기반 이론이 생물학에서 새롭게 유용해졌다. 1980년 캘리포니아 공과대학교의 화학 및 생물학과 로스코 딕킨슨 교수로 임명된 것은 이 연구 전환의 성공을 증명한다.
이 무렵 그의 관심은 신경생물학으로 옮겨갔다. 뇌가 하는 일은 어떤 의미에서 계산이며, 상호 작용하는 뉴런 시스템이 어떻게 기능하는지에 대한 실제적인 이해는 수학적 개념과 구조로 설명되어야 한다.
홉필드가 이 분야에서 쓴 첫 번째 논문인 "신경망과 새로운 집단 계산 능력을 갖춘 물리적 시스템"(1982)은 그의 200개가 넘는 과학 논문 중에서 가장 많이 인용된 논문이다. 그 주제는 이론 물리학, 신경생물학, 컴퓨터과학의 교차점에 있다. 그는 칼텍의 계산 및 신경 시스템 분야의 학제간 박사 과정 설립을 주도했다.
대표적인 연구로 홉필드 네트워크가 있다. 제프리 힌턴과 함께 인공신경망에 대한 연구로 2024년 노벨 물리학상을 수여받았다. 전통적인 물리학 이외에 다학제적 연구분야인 인공지능과 관련해 노벨 물리학상을 받은 것은 이번이 첫 사례로 상당한 파격성을 띈다. 그 외에도 존 홉필드는 응집물질물리학, 통계역학, 생물리학 등 다양한 분야의 연구를 통해 여러 물리학상을 수상받았다.